# Sitotroga
Sitotroga es un género de polillas de la familia Gelechiidae. La especie mejor conocida es Sitotroga cerealella por ser una seria plaga mundial de los granos almacenados.

## Especies
Algunas especies de Sitotroga:
- Sitotroga cerealella (Olivier, 1789)
- Sitotroga exquisita Bidzilya & Mey, 2011
- Sitotroga horogramma (Meyrick, 1921)
- Sitotroga psacasta (Meyrick, 1908)
- Sitotroga pseudopsacasta Ponomarenko & Park, 2007

## Antiguas especies

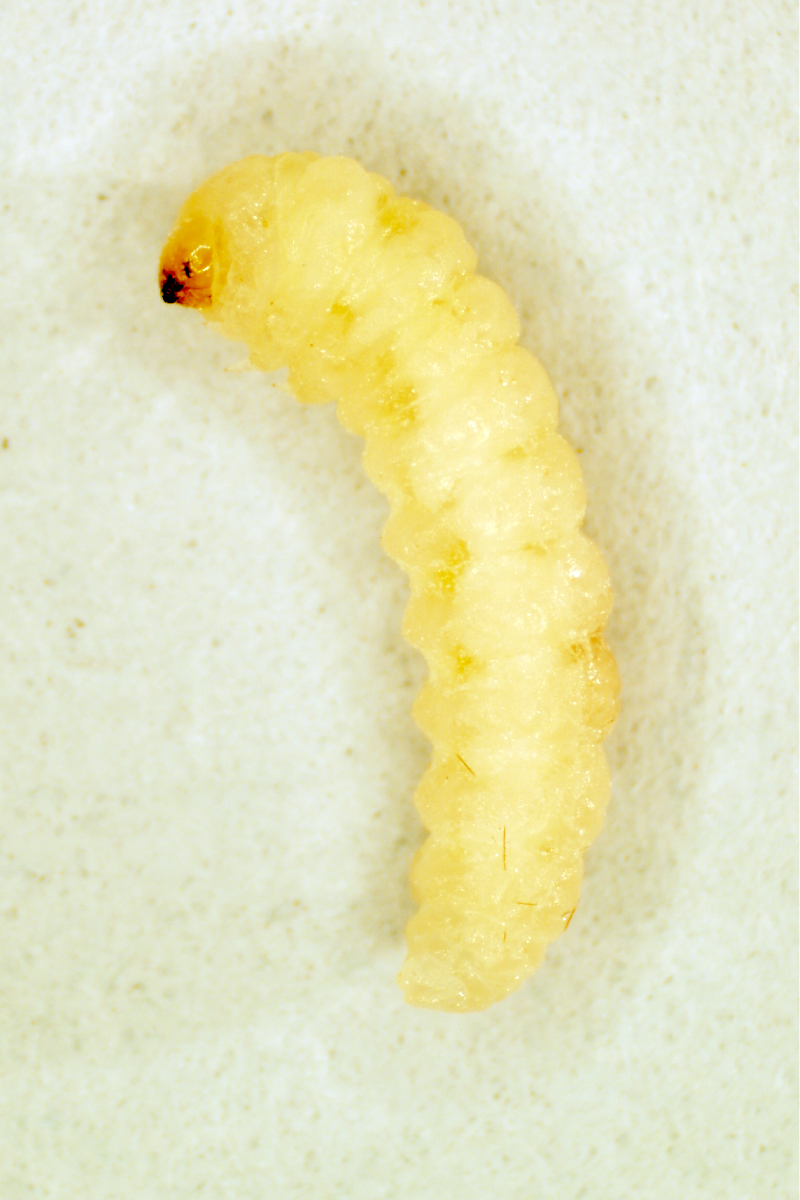
Sitotroga cerealella, larva

- Sitotroga nea